# Ballavpur
Ballavpur è una suddivisione dell'India, classificata come census town, di 5.391 abitanti, situata nel distretto di Bardhaman, nello stato federato del Bengala Occidentale. In base al numero di abitanti la città rientra nella classe V (da 5.000 a 9.999 persone).

## Geografia fisica
La città è situata a 23° 35' 08 N e 87° 06' 57 E.

## Società

### Evoluzione demografica
Al censimento del 2001 la popolazione di Ballavpur assommava a 5.391 persone, delle quali 2.836 maschi e 2.555 femmine. I bambini di età inferiore o uguale ai sei anni assommavano a 553, dei quali 286 maschi e 267 femmine. Infine, coloro che erano in grado di saper almeno leggere e scrivere erano 3.517, dei quali 2.129 maschi e 1.388 femmine.